# Paraphlepsius superior
Paraphlepsius superior är en insektsart som beskrevs av Hamilton 1975. Paraphlepsius superior ingår i släktet Paraphlepsius och familjen dvärgstritar. Inga underarter finns listade i Catalogue of Life.